# Афіней (син Аттала I)
Афіней (дав.-гр. Ἀθήναιος; також Атеней і Афеней; близько 215 року до н. е. — II століття до н. е.) — пергамський воєначальник і дипломат, один з молодших братів басилевса Пергаму Евмена II з династії Атталідів. Чоловік або співмешканець Калліппи.

## Життєпис
Афіней народився в шлюбі правителя Пергаму Аттала I з жінкою «простого звання», уродженкою Кизика, Аполлонідою. По зауваженню Генріха Штоля, ім'я Афінея не зустрічалося серед представників інших елліністичний династій, і «Аттал обрав це ім'я для своєї дитини не в честь сучасних йому Афін, але на честь великого минулого стародавнього міста». Згідно з дослідницею Долорес Майрон, на момент смерті батька Афінею було приблизно 18 років. Таким чином, він народився близько 215 року до н. е.
Вперше ім'я Афінея наводиться в джерелах у зв'язку з подіями Галатської війни. У 189 році до н. е. він спільно з критянином Левсом і македонянином Коррагом очолював один з підрозділів пергамської армії. Під їх об'єднаним командуванням перебувала тисяча різноплемінних піхотинців і триста кавалеристів. Біля річки Гарпас (притока Меандру) цей підрозділ з'єднався з силами консул Гнея Манлія Вульсона. Після закінчення активних бойових дій, Афіней очолив перехід Пергамського флоту з Елеї до Геллеспонту, щоб переправити римське військо до Європи.
Восени 184 року до н. е. (згідно з іншими даними навесні 183 року до н. е.), під час Першої Віфінської війни, Афіней на чолі пергамської делегації прибув до Риму зі звинуваченнями проти македонського басилевса Філіпа V, який не виводив свої гарнізони з фракійський міст і направив Прусію I допоміжне військо.
Разом зі старшими братами Афіней брав активну участь у Третій Македонській війні на стороні римлянин. Відомо, що він командував двотисячним гарнізоном у Халкіді. Під час вирішальної битви біля Підни Афіней командував одним з пергамських підрозділів. Пізніше, в 168 або 167 році до н. е., Афіней здійснив поїздку по Греції, де супроводжував римського полководця Луція Емілія Павла. Згідно з Юрієм Кузьміним, тоді ж Афіней міг зустріти колишню наложницю царя Персея — Калліппу.
У 156 році до н. е., після поразки пергамських військ від армії Прусія II під час Другої Віфінської війни, Афіней за дорученням Аттала II очолив посольство, щоб за допомогою Публія Корнелія Лентула привернути увагу сенату до агресії Віфінії. Дане посольство, як і послане раніше посольство на чолі з Андроніком, було проігноровано сенатом, який на той час більше довіряв віфінським посланцям. Незадовго до закінчення війни з Прусієм II Афіней очолив пергамську і союзну флотилії, спрямовані з каральною акцією проти деяких геллеспонтських міст, пов'язаних угодою з віфінським басилевсом.
Приблизно в 150—149 роках до н. е. в Пергамі відбулася зустріч дружини або наложниці Афінея — Калліппи з авантюристом Андріском. Останній стверджував, що він є вижившим сином македонського басилевса Персея — Філіппом. Андріск вже кілька років мандрував світом і шукав союзників для повернення батьківського царства, знищеного римлянами. Його кілька разів заарештовували, але потім відпускали, тому що римляни не бачили в ньому загрози. Калліппа першою визнала Андріска сином Персея. Вона надала претенденту царське вбрання, діадему, гроші та двох рабів. Юрій Кузьмін вказував на важливість цієї події і називав його «фактичним благословенням на царювання». Також Калліппа порадила Андріску звернутися за допомогою до фракійського царя Тереса, який був одружений із сестрою Персея. Андріск скористався радою і незабаром захопив Македонію за допомогою фракійських союзників, що призвело до Четвертої Македонської війни.
Питання про роль Афінея в цій зустрічі залишається дискусійними. На думку Юрія Кузьміна, Калліппа діяла як приватна особа, а Афіней з його братами не мали ніякого відношення до цієї зустрічі. Олег Клімов припустив, що Афіней і його брат знали про контакти Андріска з Калліппою, оскільки остання не могла діяти абсолютно приховано. Джон Грейнджер вважав, що Афіней з дружиною належали до антиримської течії в пергамській політиці й вирішили використовувати Андріска у своїх цілях.

## Сім'я
Відомо, що Афіней перебував у зв'язку з Калліппою, колишньою наложницею македонського царя Персея. Питання про статус їх стосунків залишається дискусійним. Серед західних дослідників зустрічається думка, що Калліппа стала дружиною Афінея. Дослідниця Елізабет Косметату вважала, що за шлюбом Калліппи та Афінея стояла не любов, а прагнення Атталідів розширити свої володіння коштом колишніх територій Македонії. Однак, російський дослідник Юрій Кузьмін стверджував, що з відомостей Діодора не зрозуміло, який статус мала Калліппа: вона могла знову стати наложницею або ж стала дружиною Пергамського принца.

## Оцінки особистості
Згідно зі свідченням Плутарха та інших античних авторів, Афіней і його старші брати ставилися один до одного і до матері з найглибшою повагою і любов'ю, що здавалося незвичайним на тлі частих сімейних чвар в інших владущих родинах Східного Середземномор'я того часу. Як зазначив Олег Клімов, «одна з рис центрального управління Пергамського царства полягала в тому, що виконання важливих військових і адміністративних функцій нерідко покладалося на найближчих родичів царя, при Евмені II — на трьох його братів», хоча, як вказує Страбон, молодші брати «залишалися приватними людьми».
Як і іншим Атталідам, Афінею доводилося виконувати та відповідальні дипломатичні завдання. Дослідниця Елізабет Косметату називає його одним з найбільш компетентних пергамських дипломатів.